# Текодонты
Текодо́нты (лат. Thecodontia) — сборная парафилетическая группа, включающая как ранних Archosauriformes, так и группы, сестринские по отношению к динозаврам (Lagosuchidae), птерозаврам (Lagosuchidae или, возможно, Scleromochidae) и крокодилам (Gracilisuchidae). Ранее рассматривались как самостоятельный (над)отряд, предковый по отношению к более специализированным группам архозавров (Archosauria). Семейства, включавшиеся в состав текодонтов, были распространены с конца пермского по конец триасового периодов; к ним принадлежало большинство триасовых архозавров.
В филогенетической систематике термин текодонты не употребляется. Наиболее близким эквивалентом будет следующее определение: все Archosauriformes, исключая динозавров, птерозавров и крокодиломорфов.
Как парафилетическая группа текодонты не могут быть положительно охарактеризованы уникально принадлежащими им особенностями строения, однако они разделяют специализированные черты архозавров в целом: зубы расположены в углублениях челюстных костей — альвеолах или теках (эта особенность и отражена в названии группы), между глазницей и ноздрёй в крыше черепа имеется ещё одно, так называемое суборбитальное (или предглазничное) отверстие. По пропорциям тела большинство текодонтов напоминало современных крокодилов, хотя ноги могли быть несколько длиннее, а для некоторых, предположительно, была характерна бипедальная локомоция.
Большинство текодонтов были хищниками, хотя встречались среди них и травоядные формы.
В сводке Р. Кэрролла, одном из последних крупных руководств, в котором текодонты рассматривались как самостоятельная группа, они трактовались как отряд Thecodontia. Отряд включал 14 семейств, объединяемых в 6 подотрядов:
- Proterosuchia — гетерогенная группа примитивных текодонтов (ныне — в составе базальных Archosauriformes);
- Ornithosuchia — ещё более гетерогенная группа (ныне — как в составе базальных Archosauriformes, так и клад Crurotarsi и Ornithodira);
- Rauisuchia — парафилетическая группа, филогенетически наиболее близкая к крокодилам;
- Aetosauria — клада растительноядных базальных Crurotarsi;
- Phytosauria — клада пресмыкающихся, конвергентно сходных с крокодилами (ныне обычно рассматривается как сестринская группа для Archosauria);
- подотряд incertae sedis — семейства, ныне включаемые как в Crurotarsi, так и в Ornithodira.